# CODOG

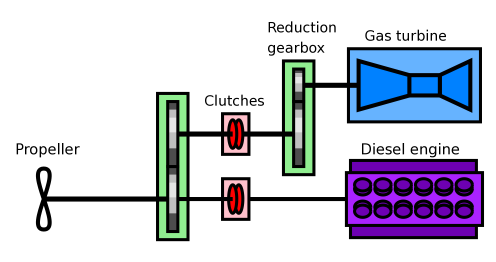
Schema di funzionamento del sistema CODOG

Il sistema CODOG (Combined Diesel or Gas -- Combinato diesel o gas) è un tipo di propulsione navale per navi che richiedono una velocità massima considerevolmente maggiore della velocità di crociera, in particolare navi da guerra come le fregate o le corvette moderne. Questo sistema di propulsione si trova in diverse navi della Marina Militare Italiana, come la Classe Soldati, la Classe Maestrale, i cacciatorpediniere Durand De La Penne o la Classe Orizzonte.
In questo sistema ogni elica dispone di un motore diesel per la velocità di crociera e di una turbina a gas per l'alta velocità. Entrambi i propulsori sono connessi all'asse dell'elica mediante il sistema di trasmissione, anche se solo un propulsore alla volta può essere utilizzato. In questo si differenzia dal sistema CODAG che può usare la potenza combinata di entrambi i propulsori. Il vantaggio del sistema CODOG rispetto al CODAG è di avere un sistema di trasmissione più semplice, ma ha l'inconveniente della necessità di turbine a gas di maggiore potenza o di un numero maggiore di turbine a gas per ottenere la stessa potenza, con la conseguenza di un consumo di carburante maggiore rispetto al sistema CODAG.